# Gary Born
Gary B. Born (14 de septiembre de 1955 –) es un abogado, profesor y autor estadounidense, residente actualmente en la ciudad de Londres.

## Vida
Born asistió a escuelas primarias en Francia y Alemania, y completó su educación secundaria en Estados Unidos. A nivel terciario, en 1978 obtuvo una licenciatura summa cum laude de la Universidad de Haverford y en 1981 consiguió un doctorado en jurisprudencia summa cum laude (J.D.) en la Facultad de Derecho de la Universidad de Pensilvania.
Asimismo, Born ha adquirido una sólida experiencia profesional, trabajando en Londres durante las últimas tres décadas para el bufete de abogados Wilmer Cutler Pickering Hale and Dorr LLP, y paralelamente además, ha enseñado y asesorado en cuestiones vinculadas al arbitraje internacional y a la resolución de disputas, en Escuelas de Derecho de Europa, Estados Unidos, y Asia.
Sin duda Gary Born es un experto en derecho internacional, y autor de una serie de artículos y libros sobre jurisprudencia, arbitrajes, y litigios internacionales.
También corresponde destacar que Born fue parte del tribunal arbitral en el Caso Philip Morris contra Uruguay, un pleito que sentó jurisprudencia internacional y que duró algo más de 6 años (se inició el 19 de febrero de 2010 y concluyó el 8 de julio de 2016). Siendo Gary Born uno de los tres árbitros ante el Centro Internacional de Arreglo de Diferencias relativas a Inversiones (CIADI), Uruguay eligió entonces como árbitro al abogado australiano James Crawford, mientras que PMI designó como representante al estadounidense Gary Born, y el CIADI al italiano Piero Bernardini.
En relación con el recién citado caso, Gary Born emitió una decisión discordante en dos de los puntos del fallo, y en donde el CIADI falló en favor de Uruguay.

## Actividades profesionales y académicas
Como parte de sus actividades académicas y de enseñanza, Born impartió diversos cursos sobre arbitraje internacional, litigios internacionales, derecho internacional público, etc., tanto en la Escuela de Derecho Harvard de la Universidad Harvard, como en la Escuela de Derecho Stanford de la Universidad Leland Stanford Junior, en el Centro de Derecho de la Universidad de Georgetown universidad católica de la Compañía de Jesús, en Georgetown, Distrito de Columbia, y en la Escuela de Leyes de la Universidad de Virginia. Además, Born fue declarado visitante distinguido en 2012, en la Escuela de Derecho de la Universidad Nacional de Singapur, en Singapur. También desarrolló distintas actividades y exposiciones en la Universidad McGill en Montreal y en la Universidad de la ciudad de Hong Kong en Hong Kong.
También fue homenajeado con títulos honoríficos por parte de varios centros de excelencia académica, entre ellos la Universidad de económicas, Derecho y ciencias sociales (San Galo, Suiza) con la distinción profesor, y la Universidad Estatal Wayne en Detroit, Míchigan con la distinción doctor en leyes.
Fuera de Estados Unidos, Born también desarrolló diversas actividades académicas en la Universidad Nacional de Singapur (Singapur), y en las universidades de Pekín y Tsinghua (China).

## Publicaciones
Se encuentran entres sus principales publicaciones títulos como:

### Libros
- Gary B. Born, International Commercial Arbitration, Volume 1, editor 'Kluwer Law International', 2014, 4260 páginas, ISBN 9041152199 y 9789041152190.

- Gary B. Born, International Commercial Arbitration, Volume 2, editor 'Kluwer Law International', 2014, 4260 páginas, ISBN 9041152199 y 9789041152190.

- Gary B. Born, International Commercial Arbitration, Volume 3, editor 'Kluwer Law International', 2014, 4260 páginas, ISBN 9041152229 y 9789041152220.

- Gary B. Born, International Arbitration: Cases and Materials, editor 'Wolters Kluwer Law & Business', 2015, 1368 páginas, ISBN 1454860251 y 9781454860259 (vista parcial en línea).

- Gary Born, International Commercial Arbitration: Commentary and Materials, editor 'Transnational Publishers', 2001, 1149 páginas, ISBN 1571051759 y 9781571051752.

- Gary Born, International Arbitration and Forum Selection Agreements: Drafting and Enforcing Archivado el 31 de agosto de 2017 en Wayback Machine., editor 'Kluwer Law International', 2010, 403 páginas, ISBN 9041132694 y 9789041132697 (texto parcial en línea Archivado el 31 de agosto de 2017 en Wayback Machine.).

- Gary B. Born, Peter B. Rutledge, International Civil Litigation in United States Courts, editor 'Wolters Kluwer Law & Business', 2014, 1296 páginas. ISBN 1454823976 y 9781454823971 (texto parcial en línea).

- 'International Chamber of Commerce - Committee on the Extraterritorial Application of National Laws', The extraterritorial application of national laws, editores 'Dieter Lange - Gary Born', ICC Pub. 1987, 57 páginas, ISBN 9065443061 y 9789065443069.

### Artículos
- The United States Supreme Court and Class Arbitration: A Tragedy of Errors, 2012 J. Disp. Resol. 21 (2012)
- A New Generation of International Adjudication, 61 Duke L.J. 775 (2011)
- Confidentiality and Transparency in Commercial and Investor-State International Arbitration en: The Future of Investment Arbitration (2009) (C. Rogers & R. Alford, eds)
- Keynote Address: Arbitration and the Freedom to Associate, 38 Ga. J. Int’l & Comp. L. 7 (2009)
- The Principle of Judicial Non-Interference in International Arbitral Proceedings, 30 U. Pa. J. Int’l L. 999 (2009)
- Towards A Uniform Standard of Validity of International Arbitration Agreements under the New York Convention en: Grenzueberschreitungen: Beitraege zum Internationalen Verfahrensrecht und zur Schiedsgerichtbarkeit—Festschrift fuer Peter Schlosser zum 70. Geburtstag (2005)
- Planning for International Dispute Resolution, 17 J. Int’l Arb. 61 (2000)
- Critical Observations on the Draft Transnational Rules of Civil Procedure, 33 Tex. Int’l L.J. 387 (1998)
- The Hague Evidence Convention Revisited: Reflections on its Role in U.S. Civil Procedure, 57 Law & Contemp. Probs. 77 (1994)
- The Effect of the Revised Federal Rules of Civil Procedure on Personal Jurisdiction, Service, and Discovery in International Cases, 150 F.R.D. 221 (1993)
- A Reappraisal of the Extraterritorial Reach of U.S. Law, 24 Law & Pol’y Int’l Bus. 1 (1992)
- Comity and the Lower Courts: Post-Aerospatiale Applications of the Hague Evidence Convention, 24 Int’l Law. 393 (1990)
- Applying the Aerospatiale Decision to State Court Proceedings, 26 Colum. J. Trans. L. 297 (1988)
- Judicial Jurisdiction in International Cases, 17 Ga. J. Comp. & Int’l L. 1 (1987)
- Recent British Responses to the Extraterritorial Application of United States Law Archivado el 28 de julio de 2011 en Wayback Machine., 26 Va. J. Int’l L. 91 (1985)